# Дель Гранадо, Хуан
Хуан Фернандо дель Гранадо Косио (исп. Juan Fernando del Granado Cosío; род. 26 марта 1953, Кочабамба, Боливия) — боливийский правозащитник, прокурор и политик, мэр Ла-Паса (2000—2010) и основатель прогрессивной политической партии «Движение без страха» (Movimiento Sin Miedo, MSM). 11 ноября 2013 года официально выдвинул свою кандидатуру на пост президента Боливии на выборах 2014 года, но выборы проиграл. 
Также известен как Хуан Бесстрашный («Хуан Син Мьедо», Juan Sin Miedo) за достижение в 1993 году первого в истории успешного судебного преследования латиноамериканского диктатора в обычных судах за преступления, совершённые в период нахождения в должности. Верховный суд Боливии приговорил генерала Луиса Гарсию Месу к 30 годам тюрьмы без права досрочного освобождения. Несмотря на свою краткость, правление Гарсии Месы стало известно использованием военизированных отрядов, управляемых фашистскими наёмниками из Италии, Германии, Франции, Чили и Аргентины. По меньшей мере 50 человек погибли, более 20 исчезли, тысячи были арестованы, заключены в тюрьму и подвергнуты пыткам, прежде чем в августе 1981 года произошёл очередной государственный переворот.

## Биография
Хуан дель Гранадо получил юридическое образование в университете Сан-Андрес (UMSA) в Ла-Пасе. Будучи студентом юридического факультета, он был одним из основателей Левого революционного движения (Movimiento de Izquierda Revolucionaria, MIR). Он руководил комитетом Interfacultativo UMSA, органом, который защищал автономию университета во время диктатуры полковника Уго Бансера. Окончил университет в 1975 году. Он продолжил свою политическую деятельность и ассоциации в Северном Потоси, где с 1975 по 1976 год он работал журналистом радиостанции «La Voz del Minero» («Голос шахтёра») и служил в качестве юрисконсульта шахтёрских профсоюзов на рудниках Катави и Сигло XX. К концу диктатуры Бансера дель Гранадо был заключён в тюрьму, а затем сослан. В 1980 году он смог вернуться в Ла-Пас и служил юрисконсультом в Боливийском рабочем центре (COB), нескольких профсоюзных и общественных организациях. Он снова был отправлен в изгнание во время диктатуры генерала Луиса Гарсии Месы (1980—1981). 
В 1984 году Хуан дель Гранадо предпринял судебное преследование Месы, процесс, который продлится около десяти лет. 21 апреля 1993 года Верховный суд Боливии признал Месу виновным в убийствах и нарушении конституции и приговорил его к 30 годам тюремного заключения. Шестнадцать членов его кабинета и 42  иных сторонника также были осуждены, одиннадцать заочно. Шестеро были оправданы, а остальные получили сроки до 30 лет. Президент Хайме Пас Самора заявил, что приговор символизирует «восстановление достоинства страны и укрепление демократической системы». «Речь идёт не только о наказании виновных в преступлениях, но и о прекращении политической практики, основанной на убийствах», — сказал дель Гранадо.
В 1993 году дель Гранадо был избран в боливийский парламент от партии Movimiento Bolivia Libre. Будучи депутатом, он занимал пост председателя Комитета по правам человека. Он также работал в Конституционном комитете, где призывал к принятию законов, которые привели в итоге к созданию Конституционного суда и Судебного совета.
С 1996 года Хуан дель Гранадо является членом Андской комиссии юристов. Он опубликовал несколько книг и докладов и получил несколько наград от правозащитных организаций.
В 1999 году Хуан дель Гранадо основал партию «Движение без страха» (Movimiento Sin Miedo); партия выиграла муниципальные выборы в Ла-Пасе в том же году. Неутомимый сторонник подотчётности и надзора, мэр дель Гранадо на этой должности много внимания уделял борьбе с коррупцией. Он также реализовал в Ла-Пасе некоторые крупные инфраструктурные крупные проекты. В 2004 году Хуан дель Гранадо был переизбран, и его сторонники выиграли шесть из одиннадцати мест в городском совете.
31 мая 2010 года его сменил на посту мэра Луис Ревилья.

## Личная жизнь и семья
Хуан дель Гранадо является родственником боливийского поэта Хавьера дель Гранадо. Его жена, Мириам Марсела Револьо Кирога, является депутатом от MSM в Многонациональном законодательном собрании.